# مجزرة عائلة العزايزة (12 أكتوبر 2023)
مجزرة عائلة العزايزة (12 أكتوبر 2023) هي مجزرةٌ ارتكبها سلاح الجوّ الإسرائيلي حينما أغارَ على منزل يتبع لعائلة العزايزة. وخلال يوم الخميس الموافق 12 أكتوبر 2023 قام سلاح الجو بشن سلسلة غارات على مدينة دير البلح، واستهدفت هذه الغارات منزل سكني يعيش به كافة أفراد عائلة العزايزة، بالإضافة لعدد من أفراد أنسباءهم من عائلة الحليسي وعائلة أبو طواحينة ممن نزحوا في بيت عائلة العزايزة. هذه المجزرة من ضمن عدة مجازر وقعت خلال عملية طوفان الأقصى. تسبّبت هذه المجزرة الإسرائيليّة والتي استهدفت منزل يضم عدد من المدنيين إلى استشهاد أكثر من 26 شهيداً من عائلة العزايزة وعائلة الحليسي وعائلة أبو طواحينة.

## خلفية الحدث
في ساعاتِ الصباح الأولى من يوم السابع من أكتوبر 2023 أطلقت حركة المقاومة الإسلامية حماس عبر ذراعها العسكري كتائب الشهيد عز الدين القسام عملية طوفان الأقصى وذلك ردًا على الاعتداءات الإسرائيلية وتدنيس الأقصى والاستمرار في الاستيطان، كما أكّد على ذلك محمد الضيف القائد العام للقسّام والذي أعطى إشارة انطلاق العمليّة التي شهدت اقتحامًا من المقاومين لمستوطنات غلاف غزة ونجحوا في قتلِ عدد كبيرٍ من الجنود الإسرائيلين، وأسر عشرات آخرين كما استطاعوا خلال ساعات قطع عشرات الكيلومترات ووصلوا لمستوطنات أبعد من تلك المحيطة والقريبة من قطاع غزة.
استمرَّت الاشتباكات بين الجيش الإسرائيلي وبين المقاومين في عديد من المستوطنات وعلى رأسها مستوطنة سديروت. الرد الإسرائيلي على هذه العمليّة جاء من خلال شنّ سلاح الجو الإسرائيلي عشرات الغارات العشوائيّة على القطاع متسبّبة في مقتل عشرات المدنيين وتدمير البنية التحتية لمدن القطاع، ليصل حد فرض إغلاق شامل وقطع متعمد لكل الخدمات من ماء وكهرباء وغاز، وهو ما هدَّد حياة أكثر من مليونَي فلسطيني يعيشُ داخل القطاع الذي يُعاني أصلًا من تبعات الحصار الخانق عليهم منذ ستة عشر عاماً.

## الضحايا
1. سعيد يوسف العزايزة
2. سعيد طاهر العزايزة
3. لونا سعيد العزايزة
4. بلسم العزايزة
5. ورد محمد العزايزة
6. ورد طاهر العزايزة
7. آمنة سعيد العزايزة
8. أميرة سعيد العزايزة
9. إيلياء لوبين العزايزة
10. محمد يوسف العزايزة
11. فتحية الفليت (العزايزة)
12. لوبين سعيد العزايزة
13. بتول عبد الناصر الحليسي
14. عبد العزيز عبد الناصر الحليسي
15. عبد الرحمن عبد الناصر الحليسي
16. علا طارق الحليسي
17. طارق الحليسي
18. زياد طارق الحليسي
19. علي طارق الحليسي
20. عبد الناصر الحليسي
21. عبد الله عبد الناصر الحليسي
22. بهاء عبد الناصر الحليسي
23. أروى الحليسي
24. كندا ساهر أبو طواحينة
25. ملاك ساهر أبو طواحينة
26. محمد ساهر أبو طواحينة